# Stebbinsoseris
Stebbinsoseris é um género botânico pertencente à família Asteraceae. Contém duas espécies descritas, Stebbinsoseris decipiens (K.L.Chambers) K.L.Chambers e Stebbinsoseris heterocarpa (Nutt.) K.L.Chambers, mas ainda não aceites.